# 十三行路
十三行路位于中华人民共和国广东省广州市荔湾区岭南街道，是一条呈东西走向的道路。
其东起人民南路，西至杉木栏路，长315米，宽12米。名称起源是因为清朝初年在此设有广州十三行而得名；个别说法是明代琼州府管辖13个州、县，此地原为琼州人经营琼货的处所，固有十三街之称。1926年建成马路，用此名称至今。现时有一大型的服装批发市场，车辆通行方向为由东往西单向通行。

## 与之交汇道路
- 顺序由东往西排列，粗体字为主干道
- 仁济西路、人民南路
- 兴隆北路
- 长乐路、杉木栏路

## 公共交通
- 广州地铁6号线文化公園站
- 广州地铁8号线文化公園站

均在鄰近十三行路位置設有出口。